# Stora Fjällsjöns naturreservat
Stora Fjällsjöns naturreservat är ett naturreservat i Flens kommun och Katrineholms kommun i Södermanlands län.
Området är naturskyddat sedan 2022 och är 212 hektar stort. Reservatet ligger norr om Hälleforsnäs omkring Stora Fjällsjön och består av barrskog och myrmark. 